# Tuomas Kantelinen
Tuomas Kantelinen (sinh ngày 22 tháng 9 năm 1969 tại Kankaanpää) là một nhà soạn nhạc người Phần Lan. Anh học về soạn nhạc tại Học viện Sibelius Academy cùng với Eero Hämeenniemi. Anh được biết đến nhiều nhất qua việc biên soạn phần nhạc nền cho các bộ phim điện ảnh như Rukajärven tie, Äideistä parhain, Mindhunters và Mongol. Anh cũng đã biên soạn cho vở opera Paavo the Great. Great Race. Great Dream., một số buổi hòa tấu và nhạc thính phòng cũng như phần nhạc cho một số chương trình truyền hình và các thương nghiệp.

## Danh sách đĩa nhạc
- Ambush (Rukajärven tie, 1999)
- Bad Luck Love (2000)
- Rollo and the Spirit of the Woods (Rölli ja metsänhenki, 2001)
- Me and Morrison (Minä ja Morrison, 2001)
- Without My Daughter (Ilman tytärtäni, 2002)
- Mindhunters (2004)
- Mother of Mine (Äideistä parhain, 2005)
- Matti: Hell Is for Heroes (Matti, 2006)
- Mongol (2007)
- Arn – The Knight Templar (Arn – Tempelriddaren, 2007)
- Arn – The Kingdom at Road's End (Arn – Riket vid vägens slut, 2008)
- Skeleton Crew (2009)
- The Italian Key (2011)
- The Legend of Hercules (2014)